# Strażnica KOP „Rubieżewicze”

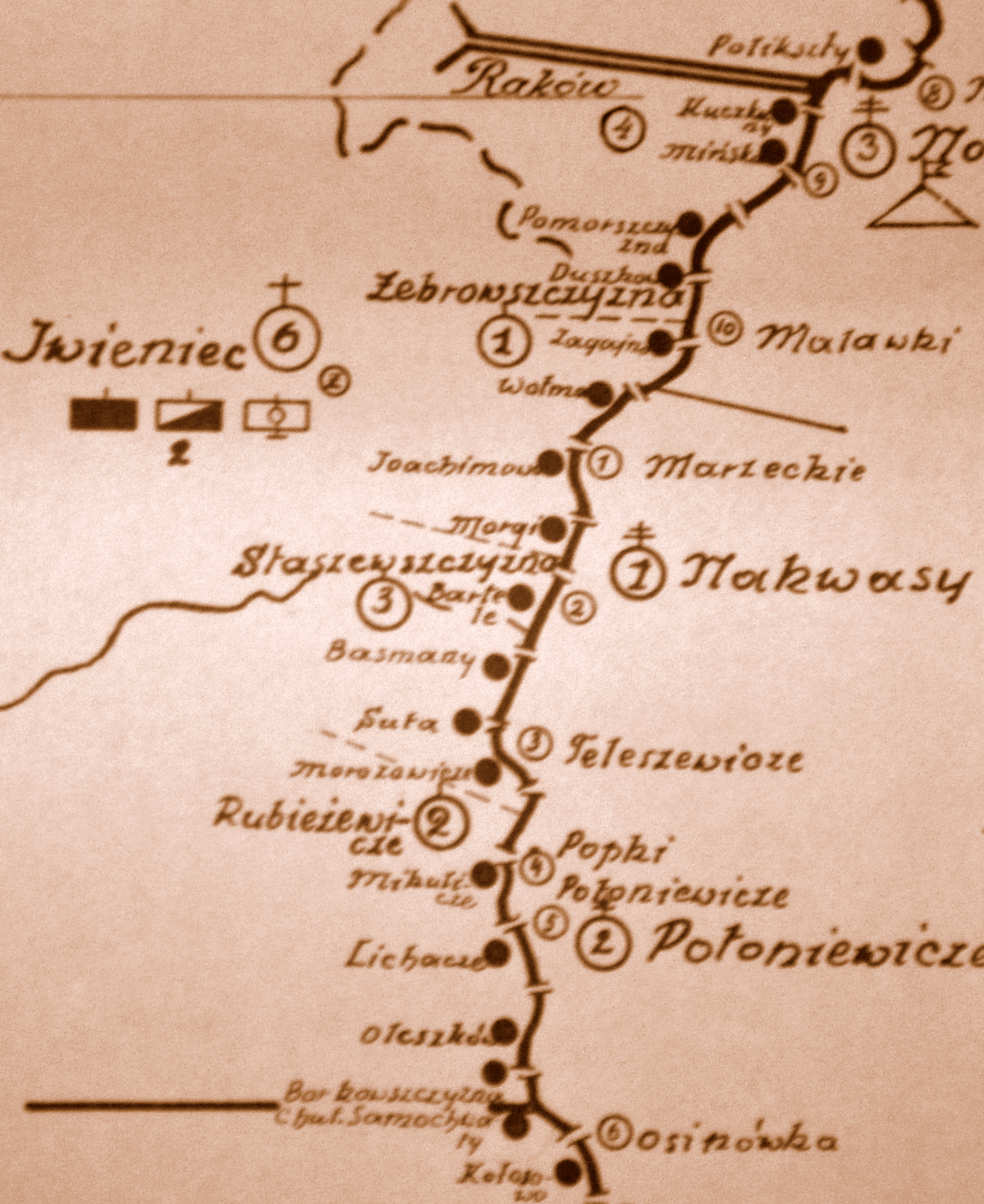
Rozmieszczenie batalionu KOP „Iwieniec” w 1931

Strażnica KOP „Rubieżewicze” – zasadnicza jednostka organizacyjna Korpusu Ochrony Pogranicza pełniąca służbę ochronną na granicy polsko-sowieckiej.

## Formowanie i zmiany organizacyjne
W 1924, w składzie 2 Brygady Ochrony Pogranicza, został sformowany 8 batalion graniczny. W 1928 w skład batalionu wchodziło 13 strażnic. Komunikaty dyslokacyjne KOP wykazują, że strażnica KOP „Mikulicze” w latach 1928–1932 funkcjonowała w strukturze 4 kompanii KOP „Rubieżewicze” . W 1934 strażnicę przeniesiono (przemianowano na strażnicę Rubieżewicze) do Rubieżewicz. W latach 1934–1939 strażnica znajdowała się nadal w strukturze 4 kompanii KOP „Rubieżewicze” batalionu KOP „Stołpce”.
W 1930 strażnicy nadano imię „na Rubieży”.
W 1932 obsada strażnicy zakwaterowana była w budynku popolicyjnym. Strażnica znajdowała się w miejscu postoju dowództwa kompanii.

## Służba graniczna
Podstawową jednostką taktyczną Korpusu Ochrony Pogranicza przeznaczoną do pełnienia służby ochronnej był batalion graniczny. Odcinek batalionu dzielił się na pododcinki kompanii, a te z kolei na pododcinki strażnic, które były „zasadniczymi jednostkami pełniącymi służbę ochronną”, w sile półplutonu. Służba ochronna pełniona była systemem zmiennym, polegającym na stałym patrolowaniu strefy nadgranicznej, wystawianiu posterunków alarmowych, obserwacyjnych i kontrolnych stałych, patrolowaniu i organizowaniu zasadzek w miejscach rozpoznanych jako niebezpieczne, kontrolowaniu dokumentów i zatrzymywaniu osób podejrzanych, a także utrzymywaniu ścisłej łączności między oddziałami i władzami administracyjnymi. Strażnice KOP stanowiły pierwszy rzut ugrupowania kordonowego Korpusu Ochrony Pogranicza. Liczyła około 18 żołnierzy i rozmieszczona była przy linii granicznej z zadaniem bezpośredniej ochrony granicy państwowej.
Strażnica KOP „Rubieżewicze” w 1932 ochraniała pododcinek granicy państwowej szerokości 3 kilometrów 440 metrów od słupa granicznego nr 726 do 733, a w 1938 pododcinek szerokości 6 kilometrów 844 metrów od słupa granicznego nr 726 do 738.
Sąsiednie strażnice:
- strażnica KOP „Morozowicze” ⇔ strażnica KOP „Lichacze” – 1928[2], 1929[3], 1931[4] , 1932[5], 1934[7]
- strażnica KOP „Morozowicze” ⇔ strażnica KOP „Oleszkowo” – 1938[8]

## Dowódcy strażnicy
- sierż. Jan Wroński (był 30 VII 1936)[13]
- sierż. Władysław Kula (–1939)[14]